# 小倉空襲

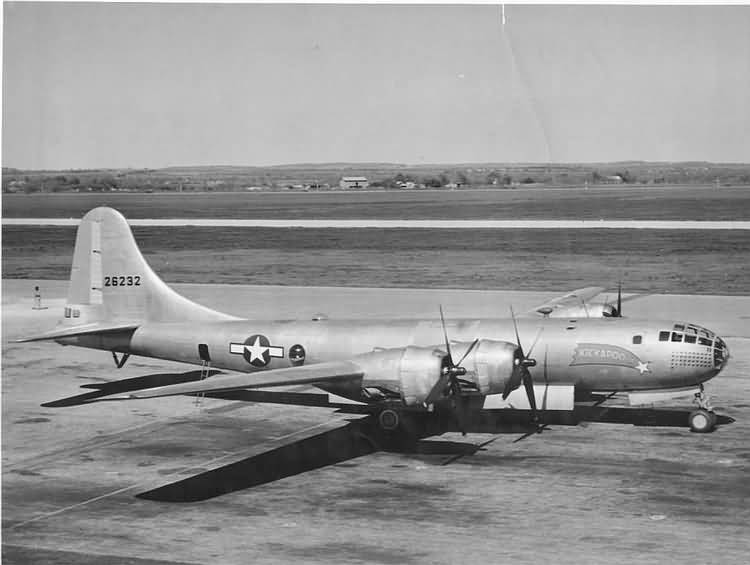
空襲を行ったB29爆撃機

小倉空襲（こくらくうしゅう）は、太平洋戦争中の1944年（昭和19年）にアメリカ軍によって行われた福岡県小倉市（現北九州市）への無差別爆撃。

## 概要
太平洋戦争中、小倉陸軍造兵廠（造兵廠としては日本最大級）が設置されていた福岡県小倉市は、アメリカ軍による空襲の標的となった。
- 1944年（昭和19年）6月16日早朝、同造兵廠が爆撃された[1]。死者80人以上とみられるが、2009年までに判明している死者は79名である[1]。
- 同年8月20日の爆撃では、58名以上の死者がでた。

## その他
- この他福岡県内の市部では、八幡、福岡、大牟田、門司、久留米、戸畑、若松などが空襲被害に遭っている。